# Epicharis
Epicharis is een geslacht van vliesvleugelige insecten uit de familie bijen en hommels (Apidae)

## Soorten
- E. affinis Smith, 1874
- E. albifacies Friese, 1899
- E. albofasciata Smith, 1874
- E. analis Lepeletier, 1841
- E. angulosa Snelling, 1984
- E. bicolor Smith, 1854
- E. binotata Friese, 1924
- E. bova Snelling, 1984
- E. cockerelli (Friese, 1900)
- E. conica Smith, 1874
- E. dejeanii Lepeletier, 1841
- E. duckei (Friese, 1900)
- E. elegans Smith, 1861
- E. fasciata Lepeletier & Audinet-Serville, 1828
- E. flava (Friese, 1900)
- E. flavotaeniata (Moure, 1945)
- E. iheringii Friese, 1899
- E. lindigii Friese, 1899
- E. lunulata Mocsáry, 1899
- E. luteocincta Moure & Seabra, 1959
- E. maculata Smith, 1874
- E. metatarsalis Friese, 1899
- E. minima (Friese, 1904)

- E. monozona Mocsáry, 1899
- E. morio Friese, 1924
- E. nigrita (Friese, 1900)
- E. obscura Friese, 1899
- E. picta (Smith, 1874)
- E. pygialis (Friese, 1900)
- E. rufescens Moure & Seabra, 1959
- E. rustica (Olivier, 1789)
- E. umbraculata (Fabricius, 1804)
- E. xanthogastra Moure & Seabra, 1959
- E. zonata Smith, 1854